# Shanghai Qiche Cheng
Shanghai Qiche Cheng (chiń. 上海汽车城站) – stacja metra w Szanghaju, na linii 11. Zlokalizowana jest pomiędzy stacjami Changji Dong Lu i Anting. Została otwarta 4 kwietnia 2011.